# Srobot
Srobot (znanstveno ime Clematis) je kot ovijalka posebnost med zlatičnicami. Vendar med 400 vrstami srobota najdemo tudi grme ali zelnate rastline, ki rastejo normalno, to je navpično. 

## Opis posebnosti srobota
Listi so nasprotni in pogosto sestavljeni. Venčnih listov ne moremo ločiti od čašnih, ali pa so čašni listi podobni venčnim; najpogosteje jih je 4, 6 ali 8. Medovniki so včasih na dnu prašničnih niti. Kadar so razviti plodovi, srobot med drugimi rastlinami hitro prepoznamo. Plod se imenuje golec. Plodiči imajo podaljšane vratove. Ti vratovi so svilnati in puhasti. Ta značilnost se ne pojavlja pri vseh vrstah, ima pa jo navadni srobot (Clematis vitalba), ena redkih ovijalk v Sloveniji.

## Gojene vrste
Poznocvetoče, velikocvetne gojene sorte imajo navzven izvihane, široko razprte, nevrstnate, 6 do 15 cm široke cvetove, ki se razvijejo poleti ali v začetku jeseni na novih poganjkih. Zimo z lahkoto prenaša, na barvo cvetov pri mnogih vrstah in sortah vplivajo podnebne razmere. V toplejšem podnebju ima večina rastlin temnejše cvetove.

## Izvor imena
Grška beseda »klema« pomeni ovijalka. Linne je sprejel ime, ki ga je tem rastlinam dal že zdravnik in botanik iz 1. stoletja Dioskorid.

## Pestrost srobotov v svetu
Doslej je opisanih že preko 300 vrst srobotov, nekaj od teh je poimenovanih v spodnjem spisku:
- Clematis addisonii
- Clematis aethusifolia
- Clematis afoliata
- Clematis akebioides
- Clematis alpina (planinski srobot)
- Clematis apiifolia
- Clematis argentilucida
- Clematis aristata
- Clematis arizonica
- Clematis armandii
- Clematis aromatica
- Clematis aspleniifolia
- Clematis austrojapanensis
- Clematis bojeri
- Clematis boninensis
- Clematis Brachiata
- Clematis brevicaudata
- Clematis buchananiana
- Clematis calycina
- Clematis campaniflora
- Clematis chinensis
- Clematis chrysocoma
- Clematis cirrhosa
- Clematis coccinea
- Clematis colensoi
- Clematis commutata
- Clematis connata
- Clematis crassifolia
- Clematis crispa
- Clematis daurica
- Clematis davidiana
- Clematis delavayi
- Clematis denticulata
- Clematis durandii
- Clematis eriostemon
- Clematis fargessii
- Clematis filamentosa
- Clematis finetiana
- Clematis flabellata
- Clematis flammula
- Clematis florida
- Clematis foetida
- Clematis fortunei
- Clematis fremontii
- Clematis fruticosa'
- Clematis fujisanensis
- Clematis fusca
- Clematis gentianoides
- Clematis glauca
- Clematis globosa
- Clematis globulosa
- Clematis glycinoides
- Clematis gouriana
- Clematis gracilifolia
- Clematis grandiflora
- Clematis grata
- Clematis graveolens
- Clematis grewiiflora
- Clematis henryi
- Clematis heracleifolia
- Clematis hexasepala
- Clematis hilarii
- Clematis hirsuta
- Clematis hirsutissima
- Clematis hybrid
- Clematis incisodentata
- Clematis indivisa
- Clematis integrifolia
- Clematis intermedia
- Clematis intricata
- Clematis jackmanii
- Clematis japonica
- Clematis koreana
- Clematis lanuginosa
- Clematis lasiandra
- Clematis lasiantha
- Clematis ligusticifolia
- Clematis macropetala
- Clematis mandshurica
- Clematis maximowicziana
- Clematis meyeniana
- Clematis microphylla
- Clematis montana
- Clematis montevidensis
- Clematis morefieldii
- Clematis ochotensis
- Clematis ochroleuca
- Clematis orientalis
- Clematis paniculata
- Clematis parviloba
- Clematis patens
- Clematis pauciflora
- Clematis peterae
- Clematis pierotii
- Clematis pinnanta
- Clematis pitcheri
- Clematis pogonandra
- Clematis potaninii
- Clematis pseudoflammula
- Clematis pubescans
- Clematis recta (pokončni srobot)
- Clematis vitalba (navadni srobot)
- Clematis viticella (južni srobot)

## Uporaba
Ponekod jedo mlade poganjke kot šparglje ali pa jih vlagajo v kis